# Miliard w rozumie
Miliard w rozumie – polski teleturniej opracowany w Wydawnictwie Naukowym PWN, emitowany na antenie TVP1 od 9 września 1993 do 26 lutego 2005, prowadzony przez Janusza Weissa. Początkowo program nadawano w czwartki po południu, w późniejszym czasie w soboty w godzinach popołudniowych, a pod koniec emisji w sobotę w południe.
Pomysłodawcami programu byli Leszek Stafiej i Grzegorz Boguta. W latach 1993–2000 główną nagrodą było sto tysięcy złotych (miliard przed denominacją w styczniu 1995 roku). Początkowo w jednym sezonie brało udział 64 zawodników podzielonych na cztery ćwiartki po 16 zawodników. Po czterech etapach zwycięzcy ćwiartek spotykali się ze sobą w trzech rozgrywkach o główną nagrodę (po każdym programie z gry odpadał jeden z finalistów). Od sezonu 2000/2001 zasady te uległy zmianie – zwycięzca walczył w następnym programie (maksymalnie 4 razy), gromadząc pieniądze z kolejnych gier. Pytania dotyczyły 54 dziedzin.
W latach 1996–1999 nadawana była specjalna seria odcinków „Ferie z miliardem”, w której udział brała młodzież ze szkół podstawowych.

## Czołówka
Przez całą 11,5-letnią emisję teleturnieju czołówką był animowany mężczyzna ubrany w niebieską marynarkę, białą koszulę i niebieski krawat. Na jego czole pokazywany był ekran, ukazujący jego przemyślenia. W pewnym momencie głowa mężczyzny eksploduje i zaczynają z niej wysypywać się pieniądze. Na końcu nad głową mężczyzny pojawiał się napis tytułowy w kształcie tęczy napisany krojem szeryfowym. Animację stworzył Piotr Dumała, natomiast oprawa muzyczna czołówki posiadała motyw katarynkowy i pochodziła z utworu „Circus” z kanadyjskiej bazy dźwiękowej Sound Ideas. Czołówkę poprzedzała plansza TVP3 Kraków.

## Zasady gry (1993–1995)
W latach 1993–2000 jedna ćwiartka składała się z 16 zawodników:
- I etap – 16 zawodników, 8 odpada, 8 par;
- II etap – 8 zawodników, 4 odpada, 4 pary;
- III etap – 4 zawodników, 2 odpada, 2 pary;
- IV etap – 2 zawodników, wygrany otrzymuje 25.000 zł (250.000.000 starych zł).

Finał „Miliard w rozumie” składa się z 4 zwycięzców ćwiartek:
- rozgrywka 1 – 4 zawodników, 1 odpada;
- rozgrywka 2 – 3 zawodników, 1 odpada;
- rozgrywka 3 - 2 zawodników, zwycięzca wygrywa 75.000 zł (750.000.000 starych zł), czyli łącznie 100.000 zł (1.000.000.000 starych zł).

### Etapy I–IV

#### Runda 1
Aby rozpocząć grę, należy wylosować rząd z tablicy i wybrać dziedzinę (36 dziedzin, 6 rzędów, 6 kolumn). Oprócz dziedzin na tablicy dostępne były znak zapytania (pytanie pochodzące z losowej dziedziny), wykrzyknik (wybór dowolnej dziedziny z tablicy), dwa wykrzykniki (wybór dwóch dziedzin z całej tablicy, blokowało to możliwości losowania przez następnego zawodnika), wektory (wybór dowolnej dziedziny z rzędu i kolumny w której znajduje się znak wektora) oraz krzyżyk (wyeliminowanie szeregu).
Jeżeli udzieli prawidłowej odpowiedzi, otrzymuje punkt, jeżeli odpowie błędnie – pozostaje bez punktu.
Lista dziedzin:
- Astronomia, astronautyka
- Biologia ogólna
- Botanika
- Chemia
- Film
- Fizyka
- Geografia Polski
- Geografia świata
- Geologia
- Historia Polski do 1945
- Historia powszechna
- Historia sportu
- Język polski
- Językoznawstwo
- Literatura polska
- Literatura powszechna
- Matematyka, komputery
- Medycyna i zdrowie
- Mitologia
- Muzyka klasyczna
- Muzyka rozrywkowa
- Obyczaje
- Odkrycia, wynalazki
- Religie świata
- Sławne cytaty
- Sztuki piękne
- Teatr
- Wydarzenia po 1945
- Zoologia
- Życiorys

#### Runda 2
Tak samo jak w rundzie pierwszej, ale zawodnicy odpowiadają na te same pytania – odpowiedź zapisują na tablicy. Jeżeli zawodnik odpowie prawidłowo na pytanie, otrzymuje 2 punkty, jeżeli źle – nie zdobywa punktu.

#### Runda 3 (Encyklopedia)
Jeden z zawodników otwiera encyklopedię. Prowadzący wskazuje hasło, a następnie trzy definicje. Jeżeli uczestnik prawidłowo wybrał definicję, otrzymuje dwa punkty, jeżeli źle, to nie zdobywa punktów. W dalszym etapie to zawodnicy przygotowują definicję dla swoich przeciwników. Jeżeli przeciwnik wybierze złą definicję, zawodnik otrzymuje 2 punkty.

#### Inne rundy
W zależności od etapu, rundy czasem ulegały modyfikacjom. Najczęściej wprowadzano konkurencję nazywaną Seminarium – należało opracować wypowiedź na zadany temat seminaryjny, jury przyznawało maksymalnie 2 pkt za wypowiedź.

### Finał – rozgrywka 1 (1994/1995)
Runda 1 (Pytania dla każdego)
Runda 2 (Życiorys)
Runda 3 (Kto pierwszy...)
Runda 4 (Pytania gości)
Runda 5 (Encyklopedia)

### Finał – rozgrywka 2 (1994/1995)
Runda 1 (Pytania dla każdego)
Runda 2 (Życiorys)
Runda 3 (Konkurs Janusza W.)
Runda 4 (Kto pierwszy...)
Runda 5 (Pytania gości)
Runda 6 (Encyklopedia)
Runda 7 (Degustacja) – należało zidentyfikować podane desery.

### Finał – rozgrywka 3 (1994/1995)
Runda 1 (Pytania dla każdego)
Runda 2 (Konkurs Janusza W.)
Runda 3 (Życiorys)
Runda 4 (Konkurs Janusza W.)
Runda 5 (Pytania gości)

## Zasady gry (1995–2000)
W latach 1995–2000 ćwiartka składała się również z 16 zawodników, ale zmieniony został I etap:
- I etap – 16 zawodników, 8 odpada, 4 czwórki, w każdej czwórce dalej przechodzi 2 zawodników z największą ilością punktów;
- II etap – 8 zawodników, 4 odpada, 2 czwórki, w każdej czwórce dalej przechodzi 2 zawodników z największą ilością punktów (w sezonie 1995/1996 4 pary);
- III etap – 4 zawodników, 2 odpada, 2 pary;
- IV etap – 2 zawodników, wygrany otrzymuje 25.000 zł.

Finał składa się z 4 zwycięzców ćwiartek:
- 1 rozgrywka – 4 zawodników, 1 odpada;
- 2 rozgrywka – 3 zawodników, 1 odpada;
- 3 rozgrywka – 2 zawodników, zwycięzca wygrywa 75.000 zł, czyli łącznie 100.000 zł.

W ostatnich sezonach w trakcie etapu I lub II mógł pojawić się sygnał „Premia”. Jeśli zawodnik, któremu przysługiwała premia odpowiedział prawidłowo na pytanie, otrzymywał dodatkowo nagrodę rzeczową.

### Etapy I–IV
Jedynie w sezonie 1995/1996 etap II rozgrywany był w formule z lat 1993–1995.

#### Runda 1 (Pytanie dla każdego)
Aby rozpocząć grę, należy wylosować rząd z tablicy i wybrać dziedzinę (36 dziedzin, 6 rzędów, 6 kolumn). Oprócz dziedzin na tablicy dostępne były znak zapytania (pytanie pochodzące z losowej dziedziny), wykrzyknik (wybór dowolnej dziedziny z tablicy), dwa wykrzykniki (wybór dwóch dziedzin z całej tablicy, blokowało to możliwości losowania przez następnego zawodnika), wektory (wybór dowolnej dziedziny z rzędu i kolumny, w której znajduje się znak wektora) oraz krzyżyk (wyeliminowanie szeregu). Jeżeli udzieli prawidłowej odpowiedzi, otrzymuje punkt, jeżeli odpowie błędnie – pozostaje bez punktu.
Lista dziedzin:
- Astronomia, astronautyka
- Biologia ogólna
- Botanika
- Chemia
- Eksperyment (tylko Superfinał)
- Film
- Filozofia
- Fizyka
- Geografia Polski
- Geografia świata
- Geologia
- Historia Polski do 1945
- Historia powszechna
- Historia sportu
- Język polski
- Językoznawstwo
- Kolekcja (tylko Superfinał)
- Literatura polska
- Literatura powszechna
- Matematyka, komputery
- Medycyna i zdrowie
- Mitologia (do 1998)
- Mity i legendy (od 1998)
- Muzyka klasyczna
- Muzyka rozrywkowa
- Obyczaje
- Odkrycia, wynalazki
- Religie świata
- Sławne cytaty
- Sztuki piękne
- Teatr
- Wydarzenia po 1945
- Zoologia
- Życiorys (tylko Superfinał)

#### Runda 2 (To samo dla wszystkich)
Tak samo jak w rundzie pierwszej, ale zawodnicy odpowiadają na te same pytania – odpowiedź zapisują na tabliczkach. Jeżeli zawodnik odpowie prawidłowo na pytanie, otrzymuje 2 punkty, jeżeli źle – nie zdobywa punktu.

#### Runda 3 (Konkurs Janusza W.)
Prowadzący ogłasza konkurs dla wielu dziedzin (czyli historia, potrawy, geologia itp.).
Należy napisać numery właściwych odpowiedzi.

#### Runda 4 (Skojarzenia, w latach 1997-2000)
Prowadzący podaje kategorię uczestnikom – należy skojarzyć ciąg obrazów, fragmentów dźwięków lub filmów ze sobą.

#### Runda 5 (Encyklopedia)
Prowadzący otwiera encyklopedię i podaje trzy definicje. Należy zapisać na tabliczkach numer poprawnej definicji (1, 2 lub 3). W dalszym etapie to zawodnicy przygotowują definicję dla swoich przeciwników. Jeżeli przeciwnik wybierze złą definicję, zawodnik otrzymuje 2 punkty.

#### Runda 6 (Kto pierwszy…)
Prowadzący czyta 8 pytań. Odpowiada osoba, która pierwsza naciśnie przycisk. Jeżeli odpowiadający udzieli prawidłowej odpowiedzi, otrzymuje jeden punkt, za złą otrzymuje punkt ujemny.

#### Inne rundy
W zależności od etapu, rundy czasem ulegały modyfikacjom. Najczęściej były to konkurencje:
- Seminarium – należało opracować wypowiedź na zadany temat seminaryjny, jury przyznawało maksymalnie 2 pkt za wypowiedź, tylko w pojedynkach jeden na jednego;
- Pytania gości – zawodnik wybiera numer pytania, pytania zadają goście;
- Pytania gości zagranicznych – zawodnik wybiera numer pytania, pytania zadają goście zagraniczni;
- Najszybsze pytania – prowadzący czyta 10 szybkich pytań, każdy uczestnik odpowiada krótko „tak” lub „nie” na 5 pytań. Po 10 pytaniach prowadzący sprawdza odpowiedzi, tylko w pojedynkach jeden na jednego.

### Finał – rozgrywka 1 (1995/1996)
Runda 1 (Pytanie dla każdego)
Runda 2 (To samo dla wszystkich)
Runda 3 (Konkurs Janusza W.)
Runda 4 (Pytania gości)
Runda 5 (Kto pierwszy...)

### Finał – rozgrywka 2 (1995/1996)
Runda 1 (Pytanie dla każdego)
Runda 2 (To samo dla wszystkich)
Runda 3 (Konkurs Janusza W.)
Runda 4 (Pytania gości)
Runda 5 (Encyklopedia)
Runda 6 (Pytania gości zagranicznych)
Runda 7 (Kto pierwszy...)

### Finał - rozgrywka 3 (1995/1996)
Runda 1 (Pytanie dla każdego)
Runda 2 (To samo dla wszystkich)
Runda 3 (Konkurs Janusza W.)
Runda 4 (Pytania gości)
Runda 5 (Kto pierwszy...)

### Finał – rozgrywka 1 (1996/1997)
Runda 1 (Pytanie dla każdego)
Runda 2 (To samo dla wszystkich)
Runda 3 (Konkurs Janusza W.)
Runda 4 (Pytania gości zagranicznych)
Runda 5 (Kto pierwszy)

### Finał – rozgrywka 2 (1996/1997)
Runda 1 (Pytanie dla każdego)
Runda 2 (To samo dla wszystkich)
Runda 3 (Konkurs Janusza W.)
Runda 4 (Pytania gości zagranicznych)
Runda 5 (Kto pierwszy)

### Finał – rozgrywka 3 (1996/1997)
Runda 1 (Pytanie dla każdego)
Runda 2 (To samo dla wszystkich)
Runda 3 (Konkurs Janusza W.)
Runda 4 (Encyklopedia)
Runda 5 (Pytania gości zagranicznych)
Runda 6 (Kto pierwszy)

## Zasady gry (2000-2005)
Od sezonu 2000/2001 pojedynkowało się tylko dwóch zawodników. Zwycięzca walczył w następnym programie (maksymalnie 4 razy), gromadząc pieniądze z kolejnych gier. Pieniądze za złe odpowiedzi trafiały do skarbonki zwanej Rozumem. Jeśli w Rozumie uzbierało się 10000 zł (w sezonie 2002/2003 25000 zł), dochodziło do „przepełnienia się Rozumu”. Wtedy też, najczęściej przy pierwszym pytaniu rundy 1, zawodnik, który wylosował pierwsze stanowisko, miał szansę otrzymać premię w wysokości 7500 zł (w sezonie 2002/2003 22500 zł). Jeśli odpowiedział źle, premię mógł zyskać przeciwnik, o ile odpowiedział dobrze. Telewidzowie mogli odpowiadać na zadane przez prowadzącego pytanie. Spośród nadesłanych prawidłowych odpowiedzi komputer wylosowywał zwycięzcę, który otrzymywał 250 zł, a w przypadku przepełnienia się Rozumu – 2750 zł.

### Runda 1 (Poznajmy się)
Dwaj uczestnicy otrzymują na start po 2500 zł. Zawodnicy wybierają jedną kategorię spośród 16 dostępnych na tablicy. Początkowo wybierają 2 pytania dla siebie, a następnie 2 dla przeciwnika. Jeżeli zawodnik odpowie prawidłowo, nie traci pieniędzy, jeżeli odpowie źle – traci 250 zł. Przeciwnik może odpowiedzieć na pytanie, na które nie udzielono prawidłowej odpowiedzi, jeżeli odpowie dobrze, otrzymuje 250 zł.
Pierwsze pytanie w rundzie, które pozostanie bez odpowiedzi żadnego z zawodników, staje się pytaniem do telewidzów. Jeśli na wszystkie pytania którykolwiek z zawodników udzielił odpowiedzi, pytanie dla telewidzów zostaje zadane na końcu rundy.
Lista kategorii:
- Cuda świata
- Języki
- Komputer
- Kraina obrazów
- Książki
- Mistrzowie sportu
- Polityka
- Prawa natury
- Rośliny
- Scena
- Sławne budowle
- Sławni ludzie
- Stare dzieje
- Wielkie budowle
- W świecie fantazji
- Zdrowie

### Runda 2 (Skojarzenia)
Prowadzący podaje kategorię zagadki pierwszemu zawodnikowi, w której chodzi o skojarzenie ciągu obrazów, fragmentów dźwięków lub filmów ze sobą. Za prawidłową odpowiedź nie traci się pieniędzy, za złą zawodnik traci 250 zł.

### Runda 3 (Najszybsze pytania)
Prowadzący czyta 10 szybkich pytań. Każdy uczestnik odpowiada krótko „tak” lub „nie” na 5 pytań. Po 10 pytaniach prowadzący sprawdza odpowiedzi. Zawodnik, który ma mniej błędów nie traci nic, za to przeciwnik traci 250 zł za jedną złą odpowiedź lub 500 zł za dwie lub więcej błędnych odpowiedzi. W przypadku remisu obaj zawodnicy tracą po 250 zł.

### Runda 4 i Runda 5
Rundy składały się z różnych kombinacji dwóch spośród wymienionych dalej konkurencji.

#### Licytacja
Uczestnicy licytują pytanie, mogą postawić od 250 zł do pełnej kwoty zgromadzonych pieniędzy. Jeżeli zawodnik, który wygrał licytację, odpowie prawidłowo zgarnia całą pulę, jeżeli źle – pieniądze otrzymuje przeciwnik.

#### Wielka Zmyła
Konkurencja występowała w różnych wersjach. Każdy błąd kosztuje 250 zł:
- prowadzący zadaje pytanie, kto z trzech wymienionych postaci wypowiedział podany cytat;
- podany zostaje cytat z literatury, który należy dokończyć;
- podane zostaje hasło pochodzące z jednego z dwóch słowników – dawnej lub współczesnej polszczyzny, nie wiadomo, z którego słownika pochodzi podane słowo, zawodnik zgaduje, która z trzech podanych definicji jest poprawna;
- podane zostaje hasło pochodzące ze słownika Karłowicza, zawodnik zgaduje, która z trzech podanych definicji jest poprawna;
- prowadzący przedstawia definicję, która została stworzona z dwóch przemieszanych ze sobą haseł encyklopedycznych, należy zidentyfikować czego dotyczą obie definicje;
- prowadzący przedstawia np. charakterystykę danego miasta, należy wykazać, która z informacji o mieście jest nieprawdziwa;
- prowadzący przestawia cytat łaciński, należy wybrać prawidłowe tłumaczenie na polski spośród trzech podanych.

#### Zagadki Janusza W.
Uczestnik wybiera jedną z trzech przygotowanych zagadek z różnych dziedzin. Jeśli zawodnik nie rozwiąże zagadki poprawnie, traci 250 zł. W przypadku gdy zagadka polegała na uzupełnieniu trzech lub czterech nazw, należało określić przynajmniej dwie, aby zagadkę uznać za rozwiązaną.

#### Życiorys
Prowadzący odczytuje życiorys osoby X w trzech odcinkach. Zawodnicy mają za zadanie odgadnąć, kim jest lub był X. Odpowiedzi zapisują na tabliczkach, z czego mogą bezkarnie popełnić jeden błąd. Dwa błędy wykluczają zawodnika z dalszej gry. Jeśli prawidłowa odpowiedź zostanie udzielona w pierwszym czytanym odcinku, zawodnik nie traci nic, w drugim traci 250 zł, w trzecim – 400 zł.

### Runda 6 (Kto pierwszy?)
Prowadzący zadaje 6 pytań. Odpowiada osoba, która pierwsza naciśnie przycisk. Jeżeli zawodnik odpowie prawidłowo, 250 zł trafia do niego z konta przeciwnika. Jeżeli odpowie źle, to przeciwnik otrzymuje od niego 250 zł.

### Runda 7 (Premia)
Prowadzący proponuje zawodnikowi, który uzyskał najwięcej pieniędzy w grze, wybór spośród dwóch dodatkowych pytań. Zawodnik może odstąpić od konkurencji (pieniądze z premii trafiają do Rozumu). Jeżeli zawodnik odpowie prawidłowo, otrzymuje 5000 zł. Jeżeli odpowie źle, traci wszystko, co wygrał w danej grze (z wyjątkiem premii 7500 zł/22500 zł, jeśli taką wygrał). Utracone pieniądze trafiają do Rozumu (najczęstszy powód przepełnienia Rozumu).